# Extended Play (Austin Mahone)
Extended Play è un EP del cantante statunitense Austin Mahone, pubblicato nel 2013 solo in Giappone.

## Tracce
1. Say You're Just a Friend (featuring Flo Rida) – 3:03
2. Say Somethin – 2:47
3. Loving You Is Easy – 3:12
4. 11:11 – 3:42
5. Heart in My Hand (Piano version) – 2:19
6. Say You're Just a Friend (Piano version) – 2:52
7. Say Somethin' (Instrumental) – 2:47